# Medalha Otto Warburg
A Medalha Otto Warburg (em alemão:  Otto-Warburg-Medaille) é concedida desde 1963 por pesquisas de destaque na área da bioquímica. É denominada em memória do bioquímico e fisiologista alemão Otto Heinrich Warburg, laureado com o Nobel de Fisiologia ou Medicina de 1931. Responsável pela concessão da medalha é a Gesellschaft für Biochemie und Molekularbiologie (GBM), associação alemã especialista na área de bioquímica.
A medalha de bronze, atualmente dotada com fundos da Elsevier/BBA no valor de 25.000 Euros, é a mais significativa condecoração da GBM e uma das mais destacadas condecorações na área da bioquímica na Alemanha. A cerimônia de entrega da medalha ocorre anualmente no encontro de outono da GBM ou por ocasião do Colóquio Mosbacher, com base na nomeação dos membros ordinários da GMB.

## Laureados[3]
- 1963 Feodor Lynen (Nobel de Fisiologia ou Medicina 1964)
- 1965 Kurt Mothes
- 1968 Michael Sela
- 1969 Hans Krebs (Nobel de Fisiologia ou Medicina 1953) e Carl Martius
- 1972 Ernst Klenk
- 1973 Hans Kornberg
- 1974 Theodor Bücher
- 1975 Helmut Holzer
- 1976 Heinz-Günter Wittmann
- 1977 Robert Huber (Nobel de Química 1988)
- 1978 Wilhelm Stoffel
- 1979 Lothar Jaenicke
- 1980 Charles Weissmann
- 1981 Martin Klingenberg
- 1982 Rudolf Rott
- 1983 Günter Blobel (Nobel de Fisiologia ou Medicina 1999)
- 1984 Rudolf Thauer
- 1985 Peter Starlinger
- 1986 Julius Adler
- 1987 Shōsaku Numa
- 1988 Gottfried Schatz
- 1989 Hans Georg Zachau
- 1990 Horst Tobias Witt
- 1991 Dieter Oesterhelt
- 1992 Christiane Nüsslein-Volhard (Nobel de Fisiologia ou Medicina 1995)
- 1993 Max Ferdinand Perutz (Nobel de Química 1962)
- 1994 Helmut Beinert
- 1995 August Böck
- 1996 Walter Gehring
- 1997 Klaus Weber
- 1998 Wolfgang Baumeister
- 1999 Kurt Wüthrich (Nobel de Química 2002)
- 2000 Walter Neupert
- 2001 James Rothman (Nobel de Fisiologia ou Medicina 2013)
- 2002 Kurt von Figura
- 2003 Alfred Wittinghofer
- 2004 Tom Rapoport
- 2005 Axel Ullrich
- 2006 Konrad Sandhoff
- 2007 Robert Allan Weinberg
- 2008 Susan Lindquist
- 2009 Franz-Ulrich Hartl
- 2010 Ari Helenius
- 2011 Peter Walter
- 2012 Alexander Varshavsky
- 2013 Randy Schekman (Nobel de Fisiologia ou Medicina 2013)
- 2014 Rudolf Jaenisch
- 2015 Nikolaus Pfanner[4]
- 2016 Emmanuelle Charpentier[5]
- 2017 Stefan Jentsch (póstuma)
- 2018 Peter Hegemann
- 2019 Marina Rodnina
- 2020 Patrick Cramer[6]